# Titularbistum Treba
Das Bistum Treba (ital.: diocesi di Treba, lat.: Dioecesis Trebana) ist ein Titularbistum der römisch-katholischen Kirche.
Es geht zurück auf einen antiken Bischofssitz in der Stadt Treba, die sich in der italienischen Region Latium befand.
| Titularbischöfe von Treba |                                                  |                                            |                  |                  |
| Nr.                       | Name                                             | Amt                                        | von              | bis              |
| 1                         | Luigi Accogli Titularerzbischof pro illa vice    | Apostolischer Nuntius                      | 16. Oktober 1967 | 21. Juni 2004    |
| 2                         | Józef Guzdek                                     | Weihbischof in Krakau (Polen)              | 14. August 2004  | 4. Dezember 2010 |
| 3                         | Thomas Dowd                                      | Weihbischof in Montréal (Kanada)           | 11. Juli 2011    | 22. Oktober 2020 |
| 4                         | Fortunato Frezza Titularerzbischof pro illa vice | designierter Kardinal                      | 23. Juli 2022    | 27. August 2022  |
| 5                         | Levente Balázs Martos                            | Weihbischof in Esztergom-Budapest (Ungarn) | 3. Februar 2023  |                  |